# Isabellbrustspecht
Der Isabellbrustspecht (Dendrocopos macei) ist eine Vogelart aus der Familie der Spechte (Picidae).
Früher wurde die Art als konspezifisch mit dem Sprenkelbrustspecht (Dendrocopos analis) angesehen, aber aufgrund des hellroten und nicht rosafarbenen Steißes, der weniger ausgeprägten weißen Schwanzbinden, der dunkleren Bruststrichelung, der anderen Färbung von Kinn und Kehle und der Größe als eigenständige Art abgegrenzt.
Der Vogel kommt in Indien, Myanmar, Nepal, Pakistan vor.
Der Lebensraum umfasst offene Waldgebiete und -ränder, Sekundärwald, baumbestandene Flächen, auch Plantagen und Gärten bis 2800 m Höhe.
Die Art ist Standvogel.
Das Artepitheton bezieht sich auf Marc-Joseph Marion du Fresne.

## Merkmale
Der Vogel ist 18 bis 20 cm groß und wiegt zwischen 23 und 38 g. Das Männchen ist am Stirnansatz bräunlich, dann rot bis zum Nacken, dort mit schwarzem Federansatz. Gesicht, Ohrdecken und Halsseiten sind hell weißlich-gelblich, die Zügel sind weiß. Der Kinnstreif ist schwarz und reicht bis zur Brust. Die Oberseite ist schwarz mit breiten weißen Binden bis zum Bürzel, die Flügeldecken haben breite weiße Spitzen, die Flugfedern sind schwarz mit weißen Rändern. Die Schwanzoberseite ist schwarz mit weißer Strichelung auf den äußersten Steuerfedern. Kinn und Kehle sind blass schmutzig bräunlich bis weiß, die Brust kann einen roten Schimmer tragen, ansonsten ist die Unterseite hell gelb-bräunlich und diffus gestrichelt. Brust und Flanken sind seitlich schwärzlich gestreift. Die Unterschwanzdecken sind rot ohne Markierungen. Der lange Schnabel ist gerade, schwärzlich-grau, an der Basis blasser. Die Iris ist rot-braun, der Augenring grau, die Beine sind graugrün bis grünlich-schieferfarben.
Die Art unterscheidet sich vom Braunstirnspecht (Leiopicus auriceps) durch deutlich längeren Schnabel, vollständig roten Scheitel und dunklere, weniger gestreifte Unterseite, vom Streifenbrustspecht (Dendrocopos atratus) durch etwas geringere Größe und weniger starke Streifung der Unterseite.
Beim Weibchen ist der Scheitel nicht rot, sondern schwarz. Jungvögel sind matter gefärbt.

## Geografische Variation
Es werden folgende Unterarten anerkannt:
- D. m. westermani (Blyth, 1870), – Nordpakistan und Nordwestindien (Himachal Pradesh) bis Nepal; Schnabel, Flügel und Schwanz sind länger, die Kehle etwas dunkler
- D. m. macei (Vieillot, 1818), Nominatform – Nepal und Ostindien (Orissa und Andhra Pradesh) bis Nordmyanmar

## Stimme
Der Ruf wird als „skik“ oder „tchick“ beschrieben, schärfer als beim Grauscheitelspecht (Yungipicus canicapillus), höher und klarer als beim Streifenbrustspecht (Dendrocopos atratus). Die Art trommelt in leisen, kurzen Wirbeln über 1 bis 2 Sekunden, gegen Ende zu schneller werdend.

## Lebensweise
Die Nahrung besteht aus Insekten, hauptsächlich Ameisen, auch kleinen Skorpionen, auch Beerenobst und Früchte, die einzeln, paarweise, in Familiengruppen, aber auch in gemischten Jagdgemeinschaften gesucht werden bevorzugt auf hohen Bäumen am Stamm und an größeren Ästen bis in die Wipfel, aber auch auf dem Erdboden nach Ameisen.
Die Brutzeit liegt zwischen Januar und Mai. Bei der Balz wird die Haube aufgestellt, es kommt auch zu Schauflügen. Beide Altvögel legen die Nisthöhle in Bambus oder einem Ast in mehreren Meter Höhe an. Das Gelege besteht aus 2 – 5, meist 3 Eiern, Bebrüten und später Füttern übernehmen beide Elternvögel.

## Gefährdungssituation
Die Art gilt als nicht gefährdet (Least Concern).